# Министерство труда и социального обеспечения Турции
Министерство труда и социального обеспечения Турции — министерство Турецкой Республики, отвечающее за вопросы труда и социального обеспечения Турции.

## Министры
- Ведат Билгин (21 апреля 2021 — 3 июня 2023)[1]
- Ведат Ышыкхан (с 3 июня 2023)[2]